# Ciprus a 2002. évi téli olimpiai játékokon
Ciprus az egyesült államokbeli Salt Lake Cityben megrendezett 2002. évi téli olimpiai játékok egyik részt vevő nemzete volt. Az országot az olimpián 1 sportágban 1 sportoló képviselte, aki érmet nem szerzett.

## Alpesisí
Férfi
| Versenyző              | Versenyszám      | 1. futam | 1. futam | 2. futam      | 2. futam      | Összesítés | Összesítés |
| Versenyző              | Versenyszám      | Idő      | Hely.    | Idő           | Hely.         | Idő        | Helyezés   |
| ---------------------- | ---------------- | -------- | -------- | ------------- | ------------- | ---------- | ---------- |
| Theódorosz Hrisztodúlu | Műlesiklás       | 59,74    | 46.      | nem ért célba | nem ért célba | kiesett    | kiesett    |
| Theódorosz Hrisztodúlu | Óriás-műlesiklás | 1:21,67  | 67.      | 1:19,92       | 54.           | 2:41,59    | 54.        |